# Entada gigas

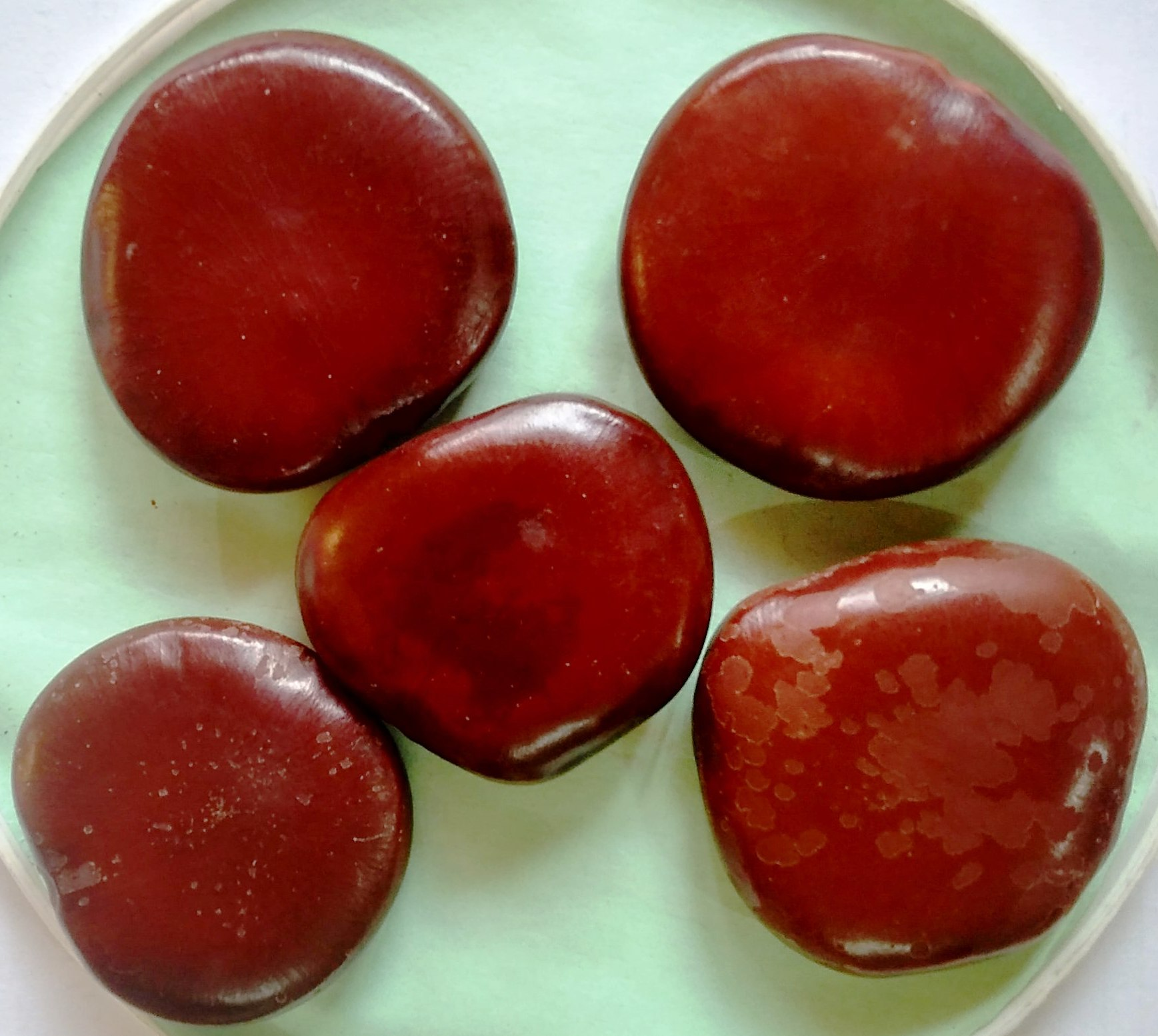
sementes de Entada gigas

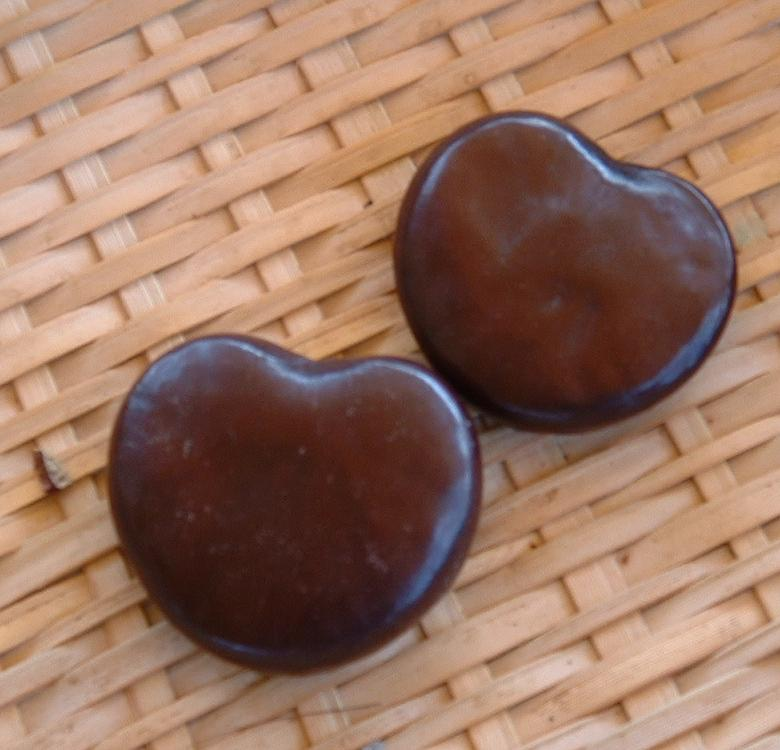
Favas-do-mar: sementes de E. gigas.

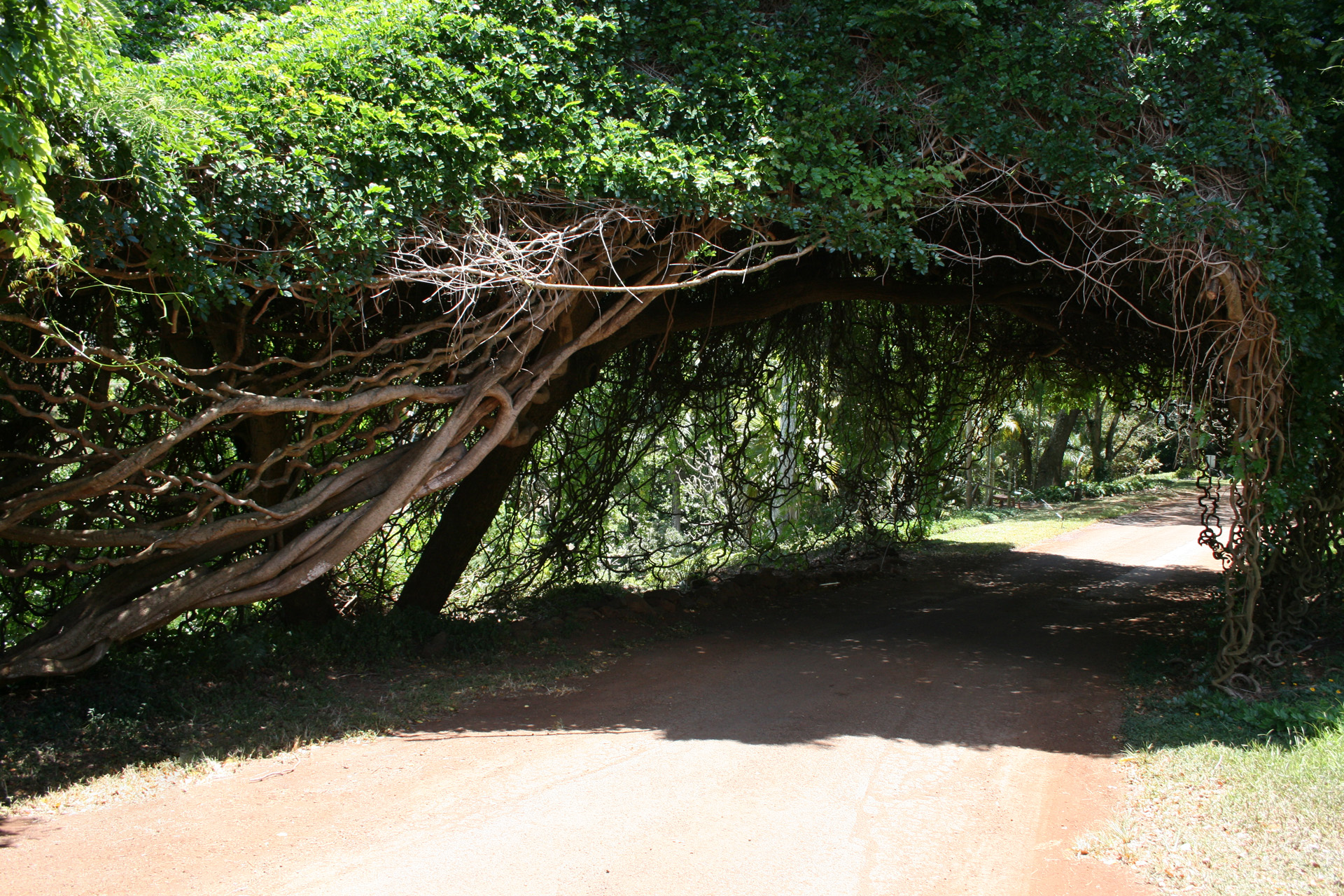
Árvores recobertas por lianas de E. gigas.

Entada gigas (L.) Fawc. & Rendle é uma liana lenhosa pertencente à família Fabaceae cujas sementes flutuantes são conhecidas por fava-do-mar (nos Açores) ou coração-do-mar. A planta é nativa da América Central, das Caraíbas, norte da América do Sul e de algumas regiões da África tropical.

## Descrição
A espécie é notável por produzir as maiores vagens da família das leguminosas, as quais podem atingir 12 cm de largura e até 2 m de comprimento.
Cada vagem contém entre 10 e 15 sementes, cada uma delas com um diâmetro de 6 cm e uma espessura de 2 cm. Cada semente contém uma cavidade oca e cheia de ar que lhe confere flutuabilidade.
Arrastadas pelos rios para o mar, as sementes de E. gigas são arrastadas pelas correntes oceânicas, transformando-se em favas-do-mar.  As sementes mantêm a sua viabilidade e flutuabilidade por mais de dois anos.